# Опера (гора)
Опера (норв. Operafjellet) — гора на острові Західний Шпіцберген висотою 968 метр на західному узбережжі Адвентфьорда. Гора названа на честь своєї незвичайної форми — амфітеатру з горою Тенор (норв. Tenoren) в середині. 29 серпня 1996 року літак Ту-154М авіакомпанії «Внуковські авіалінії», що здійснював рейс за маршрутом Москва — Лонг'їр, при заході на посадку зіткнувся з горою Опера на відстані 3,7 км від ЗПС аеропорту. Всі пасажири і члени екіпажу (141 чоловік) загинули. Ця катастрофа виявилася найбільшою за кількістю жертв за всю історію Норвегії.